# Kirnburg
Die Kirnburg, auch Kürnburg oder Kürnberg genannt, ist die Ruine einer Spornburg auf einem Bergsporn des Kirnbergs 382,5 m ü. NHN circa 500 Meter östlich des Ortsteils Bleichheim der Stadt Herbolzheim im Landkreis Emmendingen in Baden-Württemberg.

## Geschichte
Um 1200 errichtete vermutlich Rudolf I. von Üsenberg den ersten ältesten Bereich der Kirnburg. 1219 wurde die Burg als „castro nostro Kvrinberc“ erwähnt, im 13. Jahrhundert bauten die Herren von Üsenberg die Vorburg aus. 1352 gingen die Burg und die dazugehörige Herrschaft an Heinrich IV. von Hachberg, der vorübergehend auf der Burg residierte. Später waren die Burg und die Herrschaft Kirnberg an regionale Adelsgeschlechter verpfändet, wie die einflussreiche Freiburger Adelsfamilie der Schnewlin-Landeck, die Ritter Martin Malterer und Konrad von Weinsberg sowie ab 1424 die Bischöfe von Straßburg, welche die Burg ein letztes Mal ausbauten und der Zeit entsprechend befestigten.
1372 fiel die Herrschaft Kürnberg im Zuge der Übernahme der Landgrafschaft Breisgau an die Herzöge Albrecht und Leopold von Österreich. Bei den Habsburgern verblieb sie und wurde als Lehen vergeben bis zum Ende Vorderösterreichs.
1515, wenige Jahre vor Ausbruch des Bauernkrieges, erwarb Wolf von Hürnheim zum Tuttenstein die Kirnburg als Lehen. Nachdem die Burg zu Beginn des Dreißigjährigen Krieges in einem schlechten Zustand war, wurde sie von den durchziehenden Truppen des Herzogs Bernhard von Weimar in kurzer Zeit erobert und geschleift. Von 1682 bis 1967 war die Burgruine Lehen der Grafen von Kageneck und kam dann in den Besitz des Landes Baden-Württemberg.
1938 wurde die Ruine freigelegt und seit 1978 werden Sicherungs- und Sanierungsmaßnahmen zur Erhaltung als historisches Baudenkmal durchgeführt.

## Beschreibung

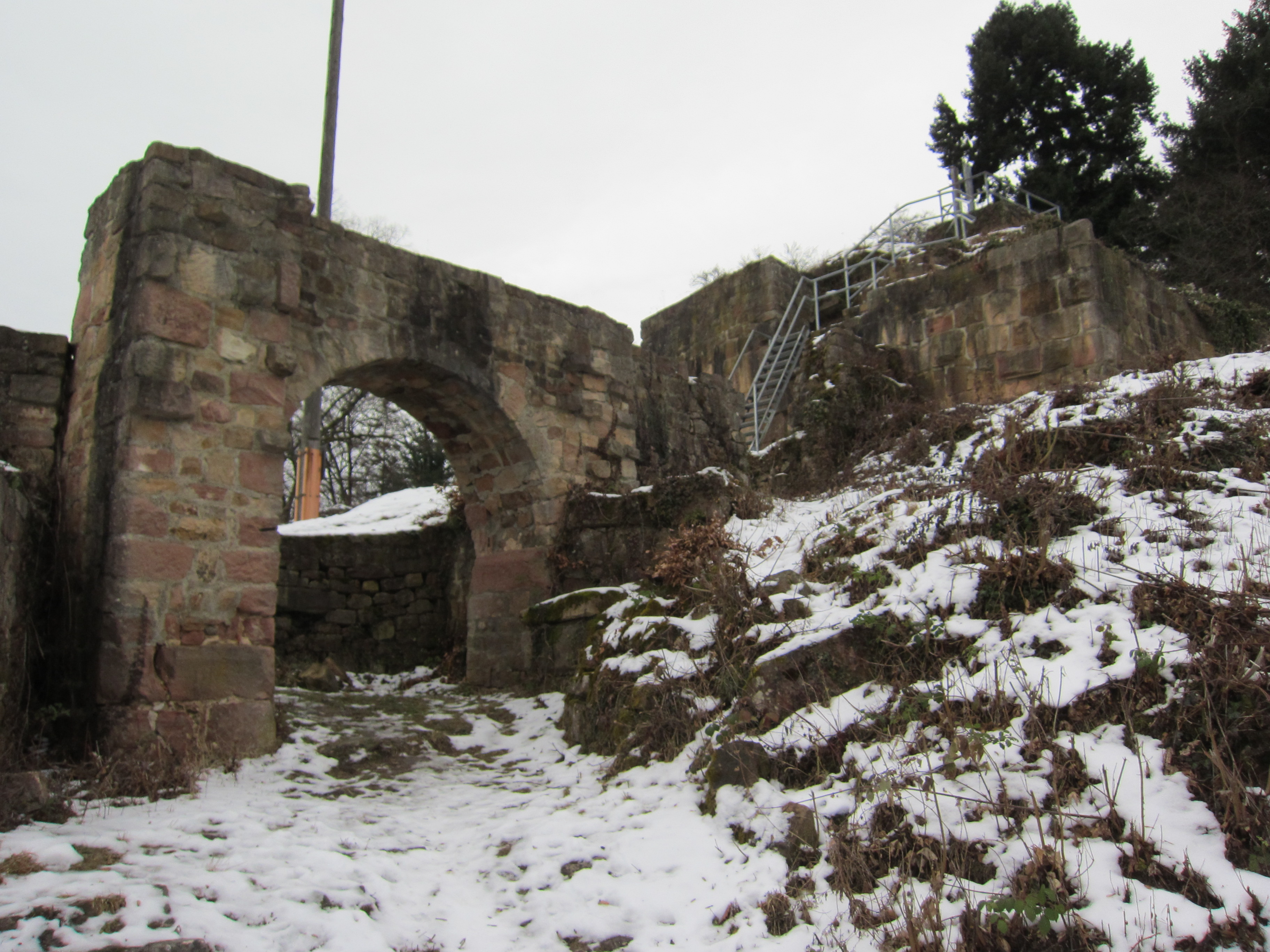
Tor und Bergfriedstumpf

Die Burganlage verfügte auf einem Burgareal von 60 mal 80 Metern über eine Kernburg mit Wirtschaftsgebäuden, einem Palas an der Nordseite und einer 2,3 Meter starken Schildmauer sowie über eine Vorburg im Westen und einen Halsgraben im Süden. Der Bergfried hatte eine Grundfläche von circa 10 mal 10 Metern und eine Mauerstärke von einem Meter.
Aus der Straßburger Zeit (ab 1424) sind wertvolle Ofenkacheln erhalten geblieben.